# Fargesia obliqua
Fargesia obliqua är en gräsart som beskrevs av Tong Pei Yi. Fargesia obliqua ingår i släktet bergbambusläktet, och familjen gräs. Inga underarter finns listade i Catalogue of Life.